# Baicalobdella torquata
Baicalobdella torquata — вид п'явок роду Байкалобделла з підродини Piscicolinae родини Риб'ячі п'явки. Синоніми — Piscicola torquata, Trachelobdella torquata.

## Опис
Загальна довжина сягає 5—8 мм. Має 3 пари очей. Тіло чітко розділено на трахелосому (передня частина) та уросому (задня частина). Тулуб складається з чітких примітивних 3 сомітів. У цієї п'явки більші присоски на відміну від Baicalobdella cottidarum, особливо передня. Має розвинені сосочки на спині. Каріотип дорівнює 2n = 32, хромосоми довші за хромосоми у Baicalobdella cottidarum. Є 11 маленьких бічних бульбашок. Має 5 пар тестікас (мішечків зі спермою).
Забарвлення світло-зелене, в уросомі біло-коричневий малюнок у вигляді широкої плями.

## Спосіб життя
Воліє до прісної води. Зустрічається в прибережній зоні на глибині від до 10 м. Живиться гемолімфами амфіпод.

## Розповсюдження
Поширена в озері Байкал. Зустрічається у верхній течії річки Ангара.